# Havndal
Havndal – miasto w Danii, w regionie Jutlandia Środkowa, w gminie Randers.